# أنتون أليمان
أنتون أليمان (مواليد 6 يناير 1936) هو لاعب كرة قدم. يلعب مع منتخب سويسرا لكرة القدم. سبق له أن لعب في كأس العالم لكرة القدم مع منتخب بلاده.

## روابط خارجية
- أنتون أليمان على موقع الاتحاد الدولي (مؤرشف)  (الإنجليزية)
- أنتون أليمان على موقع الاتحاد الأوربي (الإنجليزية)
- أنتون أليمان على موقع قاعدة بيانات كرة القدم.إي يو (الإنجليزية)
- أنتون أليمان على موقع بيانات كرة القدم. دي إي (الألمانية)
- أنتون أليمان على موقع ناشيونال فوتبول تيمز (الإنجليزية)
- أنتون أليمان على موقع عالم كرة القدم.نت (الإنجليزية)